# Crackdown
Crackdown, noto come Riot Act in Giappone, è un videogioco sparatutto in terza persona del 2007, sviluppato da Realtime Worlds e pubblicato da Microsoft Game Studios in esclusiva per Xbox 360.

## Sinossi
Il giocatore assume il controllo di un agente di un'agenzia governativa geneticamente modificato in grado di compiere azioni impossibili a un normale essere umano, come saltare da un palazzo o sollevare automobili. Il suo compito è quello di ripulire la città da tre bande criminali: i Los Muertos (ispanici), i Volk (russi) e la Shai-gen (asiatici).

## Controversie
Crackdown non è stato commercializzato in Germania per via dei suoi contenuti ritenuti eccessivamente violenti, che ne hanno impedito la classificazione.

## Seguito
Nel 2010 è uscito un seguito intitolato Crackdown 2, mentre nel 2019 è stato pubblicato Crackdown 3.